# Kardinal Reginald Poles kapell
Kardinal Reginald Poles kapell (italienska Cappella di Reginald Pole eller Edicola di Reginald Pole) är ett, numera dekonsekrerat, litet runt kapell, uppfört vid Via Appia Antica i Rom på uppdrag av kardinal Reginald Pole. Kapellet är beläget i närheten av Priscillas gravmonument, Getas gravmonument och kyrkan Domine Quo Vadis.
Kapellet är uppfört med San Giovanni in Oleo som förebild.

## Beskrivning
Kardinal Reginald Pole befann sig 1539 i exil i Rom, efter det att Henrik VIII hade förkastat påvens auktoritet. Enligt traditionen lät Pole som tacksägelse uppföra kapellet på den plats, där han undkom kungens utsända mördare. Kapellet övergick senare i Collegium Anglorums ägo, men övergavs i början av 1900-talet. Sedan dess har dess portaler murats igen.
Den lilla runda byggnadens form är inspirerad av antika romerska gravar. Exteriören har åtta doriska pilastrar i gult tegel med socklar och kapitäl i granit. Pilastrarna bär upp ett entablement i travertin och ovanför detta en kupol. Byggnaden har fyra fönster, ett mellan vartannat pilasterpar. Kapellet har två portaler, ställda i rät vinkel mot varandra, med två flankerande doriska pilastrar som bär upp ett entablement.
I interiören fanns det ursprungligen en Mariabild.